# Starý židovský hřbitov v Liběšicích
Starý židovský hřbitov v Liběšicích se nachází asi kilometr jihovýchodně od centra obce Liběšice a je přístupný po polní cestě, vedoucí podél Liběšického potoka. Založen byl v 18. století (údajně roku 1776) a na celkové ploše 2949 m2 se nachází na několik desítek barokních a klasicistních náhrobků, z nichž nejstarší pochází patrně rovněž z 18. století. Hřbitov je opuštěný, neudržovaný a obklopuje jej masivní opuková ohradní zeď, která je však na několika místech narušena, díky čemuž je hřbitov přístupný. Hřbitov chráněn jako kulturní památka.